# ФК Линфилд
ФК Линфилд (енгл. Linfield F.C.) је северноирски фудбалски клуб из Белфаста. 
Клуб је основан у марту 1886. године у јужном Белфасту. Линфилд игра на стадиону Виндзор Парк са капацитетом 18.167 места. Светски су рекордери по броју освојених трофеја.